# Corazón (álbum de Fonseca)
Corazón es el segundo álbum de estudio del cantante colombiano Fonseca, publicado por la compañía discográfica EMI.
Dentro del álbum, se destacan «Hace tiempo», «Como me mira» y «Te mando flores», esta última canción fue ganadora del Grammy. Con este material, Fonseca se consolidó como artista internacional.

## Lista de canciones
| N.º | Título               | Duración |  |
| 1.  | «Hace tiempo»        | 3:37     |  |
| 2.  | «Como me mira»       | 3:47     |  |
| 3.  | «Corazón»            | 4:18     |  |
| 4.  | «Sigo aquí cantando» | 4:01     |  |
| 5.  | «Te mando flores»    | 4:28     |  |
| 6.  | «Lagartija azul»     | 3:59     |  |
| 7.  | «Casa»               | 3:09     |  |
| 8.  | «Mercedes»           | 2:55     |  |
| 9.  | «Viene subiendo»     | 4:04     |  |
| 10. | «Idilio»             | 3:47     |  |
| 11. | «Vengo a hablar»     | 4:40     |  |